# Počehova
Počehova este o localitate din comuna Maribor, Slovenia, cu o populație de 286 de locuitori.